# 隆州 (北汉)
隆州，北汉时设置的州。
北汉广运二年（975年）分太原府筑隆州城，故治在今山西省祁县东15公里团柏村。辖境在今祁县、平遥县一带。北宋太平兴国四年（979年）攻隆州，北汉灭亡，宋朝废除隆州。《永乐大典》卷五二○四引洪武《太原志》：“隆州城，在（祁）县东南三十里团柏镇。五代时刘继元筑，以拒周人之戍。《河东记》云，宋太平兴国四年攻隆州，谓此城也。”